# Dornenreich
Dornenreich er et østrigsk melodisk black metal-band, dannet i 1996.

## Medlemmer
- Eviga - guitar, bas, vokal
- Dragomir / Gilván - trommer, perkussion
- Inve - violin

### Tidligere medlemmer
- Valñes / Dunkelkind - keyboards, vokal

## Diskografi

### Studiealbum
- 1997: Nicht um zu sterben
- 1999: Bitter ist's dem Tod zu dienen
- 2001: Her von welken Nächten
- 2005: Hexenwind
- 2006: Durch den Traum
- 2008: In Luft geritzt
- 2011: Flammentriebe
- 2014: Freiheit

### Videoer
- 2009: Nachtreisen

### Demoalbum
- 1997: Mein Flügelschlag